# 出現 (ギュスターヴ・モロー)

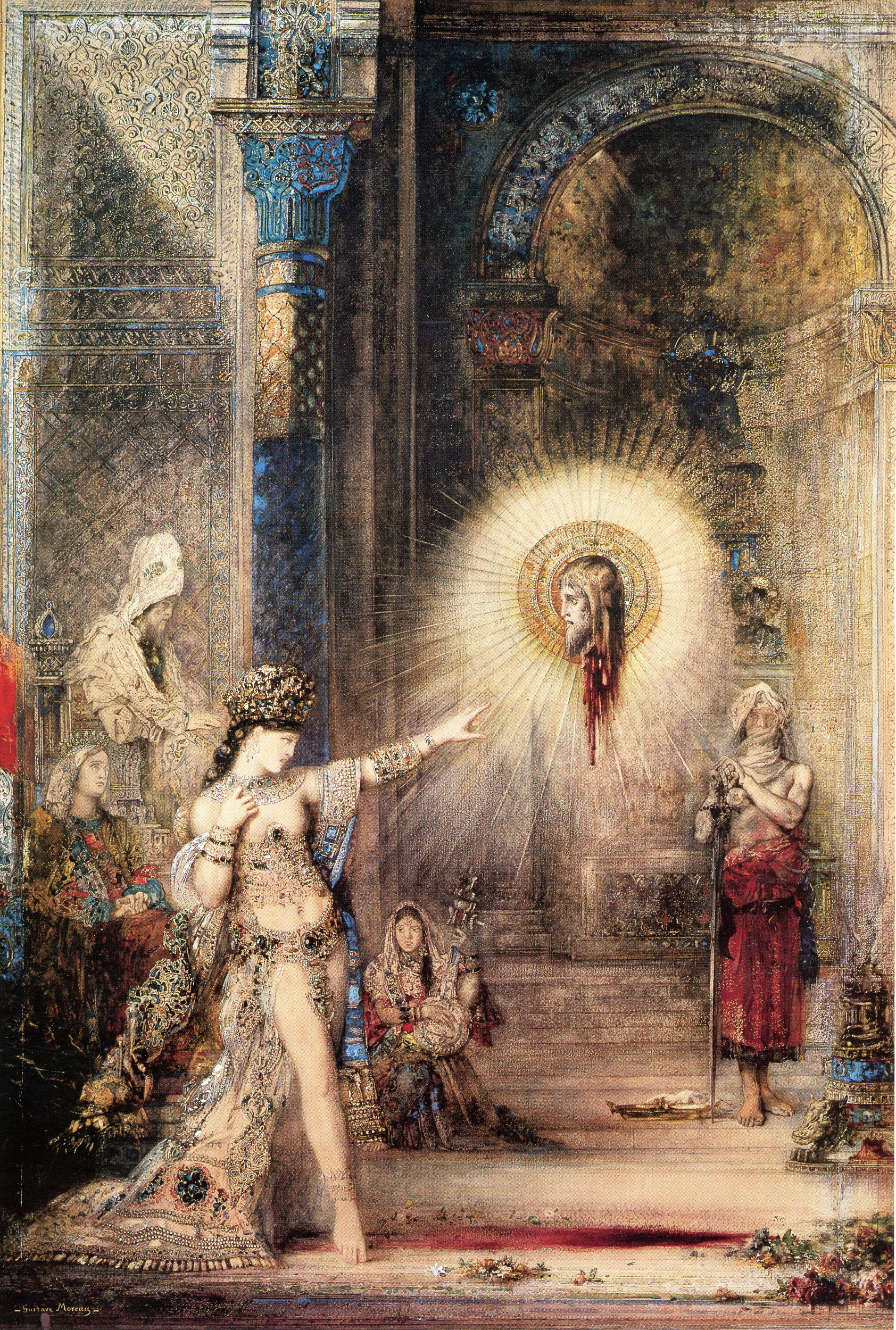

『出現』（しゅつげん、仏: L'Apparition）はフランスの画家ギュスターヴ・モローが1874年から1876年の間に描いた水彩画。この絵は聖書に登場するサロメが洗礼者ヨハネの生首の幻影とともにヘロデ・アンティパスの前で踊る様子を描いている。オルセー美術館に収蔵される高さ106センチ・幅72.2センチのこの水彩画はマタイ伝 14:6–11 とマルコ伝 6:21–28 に記された逸話を精緻に描いている。すなわちヘロデの誕生日の祝宴で、娘のサロメはヘロデと来賓の前で舞を披露する。ヘロデはこれをおおいに喜び、望みがあれば何でも与えようと約束する。サロメの母であり、ヘロデとの結婚が人倫にもとるとヨハネから非難されていたヘロデヤはサロメをそそのかし、サロメは大皿に乗せたヨハネの首を所望する。ヘロデは約束を後悔したが衆目の面前で前言を翻すわけにもいかず、サロメの望みに応じる。ヨハネは斬首され、その首は大皿に乗せられてサロメに与えられ、サロメはそれを母へ渡す。
モローは聖書に題材を採った作品として19点の油彩画、6点の水彩画、150点以上の素描に取り組んだ。本作品は少なくとも8点のよく似た絵画と40点以上の素描の諸作品に連なる1点であり、モローの作歴、象徴主義、世紀末芸術において鍵となる作品と一般にみなされている。本作品は1876年にサロン・ド・パリで初出展され大きな評判となり、その後も様々なアーティスト、特にデカダン派に対して影響を与え続けた。

## 描写
アルハンブラ宮殿に着想を得た豪華な装飾の宮殿を背景に、宝石で飾られたベールをまとうサロメの姿は際立っており、体をこちらに向けながら左手で上を指差す先には、光輪に包まれたヨハネの首が浮かんでいる。その背景には薄明かりのなか剣を持つ処刑人がおり、足元には銀の大皿が見える。サロメの側には、リュート奏者、ヘロデア、ヘロデが腰掛けている。目前の情景に臨む彼らはヨハネの光輪とそれを反射するサロメの衣装に照らされているようである。ヨハネの生首は、1869年にモローが産業宮で模写した日本の木版画や、フィレンツェのロッジア・ディ・ランツィにあるベンヴェヌート・チェッリーニのブロンズ像『メデューサの首を持つペルセウス』のメデューサの首を思わせる。サロメを含め誰一人として構図の中心にあるこの幻影に直接の反応を示しておらず、それが現実なのか、サロメの想像なのか、集団幻覚なのか定かではない。周到に謎めかせるこの手法は、アヘンの摂取とそれによる幻覚の疑いがあると指摘されてきたが、そうした主張の根拠が立証されたことはない。薄暗い建物と織物の豪華さがもたらす本作品の超現実的な状況と神秘的な雰囲気は、従来のサロメの解釈とは対照的であり、本作品を新興の象徴主義運動の鍵となる作品にしている。
ベルギーの画商レオン・ゴシュは、『出現』がモローの他の数点の作品と共に初出展された1876年にこれを購入した。翌年にゴシュは本作品を展示のためロンドンのグロウヴナ・ギャラリーに送り、そこでは水彩画の部屋ではなく、メインのイースト・ギャラリーで他の油彩画とともに展示された。本作品は現在、オルセー美術館に収蔵されている。

### 様式
本作品は、聖書や当時の歴史を題材にした絵画という立場から離れて、美学的また象徴主義運動において重要となる要素を取り入れており、それは当時進展しつつあったシュルレアリスムについても言える。聖書はサロメをヘロデアの意に従ったものと記しているが、モローは彼女自身の欲望に従ったものとして描いている。サロメを描いたモローの諸作品の中でその頂点となる『出現』は、胸をはだけた姫がこちらを向き、やがて受け取ることになる褒美へ露わな腕を向け、最もあからさまに煽情的である。モローはサロメの静止状態を際立たせることで、その姿が偶像とも、性的対象とも見えるように画面へ据えた。デカダンス小説の傑作『さかしま』（1884年）で作者のユイスマンスがこの絵について考察したように、サロメの彫像的なポーズは恐れのそれだと考える批評家もある。
モロー自身はサロメを「退屈した奇抜な女性であり、生まれつき本能に忠実で、自身の欲求が完全に満たされることを嫌うゆえに、敵の破滅を見ることに屈折した喜びを見いだす」と表現している。モローによる官能的なサロメの表現と伝統的な歴史/神話的主題の革新的な再解釈は、彼の作品をして奇矯で挑発的とみなされるものにした。理性よりも本能、客観性よりも主観性、明示よりも暗示を強調することでこの水彩画は、フランスの詩人であり批評家のジャン・モレアスが造語した象徴主義の本質的な特徴を備えている。さらに、この場面の病的さと、裏に潜む屍体嗜好、近親相姦、サディズムというテーマは、この作品をデカダン派と世紀末芸術に結びつける。これらの異質な要素と、ハイライト、グラッタージュ、尖筆による線描といった込み入った技法は、オリエンタリズムの荘厳な極致を創り出している。異国の衣装や、柱の風変わりなレリーフのような背景要素の過剰なまでの描き込みは、エキゾチシズムとオリエンタリズムに傾倒した画風でしばしば「ビザンチン」と称されたモローの特徴を示している。神秘的な題名のイメージと相まって、それらは幻想絵画というジャンルを想起させ、またフォーヴィスムと抽象絵画へのモローの進化を示している。
本作品のサロメは、モローが自らの前衛的な作風に反して単にアカデミックなモチーフにこだわったというより、ヴィクトリア朝時代の想像力が生み出した、性的に魅力的であると同時に破滅的でもあるという“ファム・ファタール”像を体現したものである。本作品は歴史絵画や宗教絵画の慣習を打破し、モローの他の作品がそうであったように、シュルレアリスムの原点のひとつとなった。

## 題材
本作品で描かれた出来事は、まず新約聖書の2つの福音書でそれぞれ言及されている。
マタイ伝では、より手短に記されている。
この無名の踊り子は学者らによってサロメと同定され、モロー以前にも幾多の芸術家が着想を得るところとなり、例えばマソリーノ、フィリッポ・リッピ、ルーカス・クラナッハ、ティツィアーノ、カラヴァッジオ、グイド・レーニ、ファブリティウス、アンリ・ルニョー、ジョルジュ・ロシュグロスなどが挙げられる。宗教や歴史を扱った古典的でアカデミックな主題は、19世紀には日常的な情景のそれに取って代わられたが、サロメはその中でも芸術的な関心を向けられる人物であり続け、ハインリヒ・ハイネの1843年の叙事詩『アッタ・トロル』、ピエール・ピュヴィス・ド・シャヴァンヌの絵画『洗礼者ヨハネの斬首』、アンリ・ルニョーの油彩画『サロメ』、アーサー・オショーネシーの1870年の詩『ヘロデアの娘』などで扱われるところとなった。アンリ・カザリスは1875年の詩『サロメ』で、モローの初期のサロメ作品に敬意を示し、ヨハネの斬首の前後におけるサロメの心情に思いを巡らせている。本作品と、姉妹作にあたる同名の油彩画（1875年）は、20世紀まで続くサロメ・ブームの火付け役となり、アートのあらゆる様式に影響を与えた。

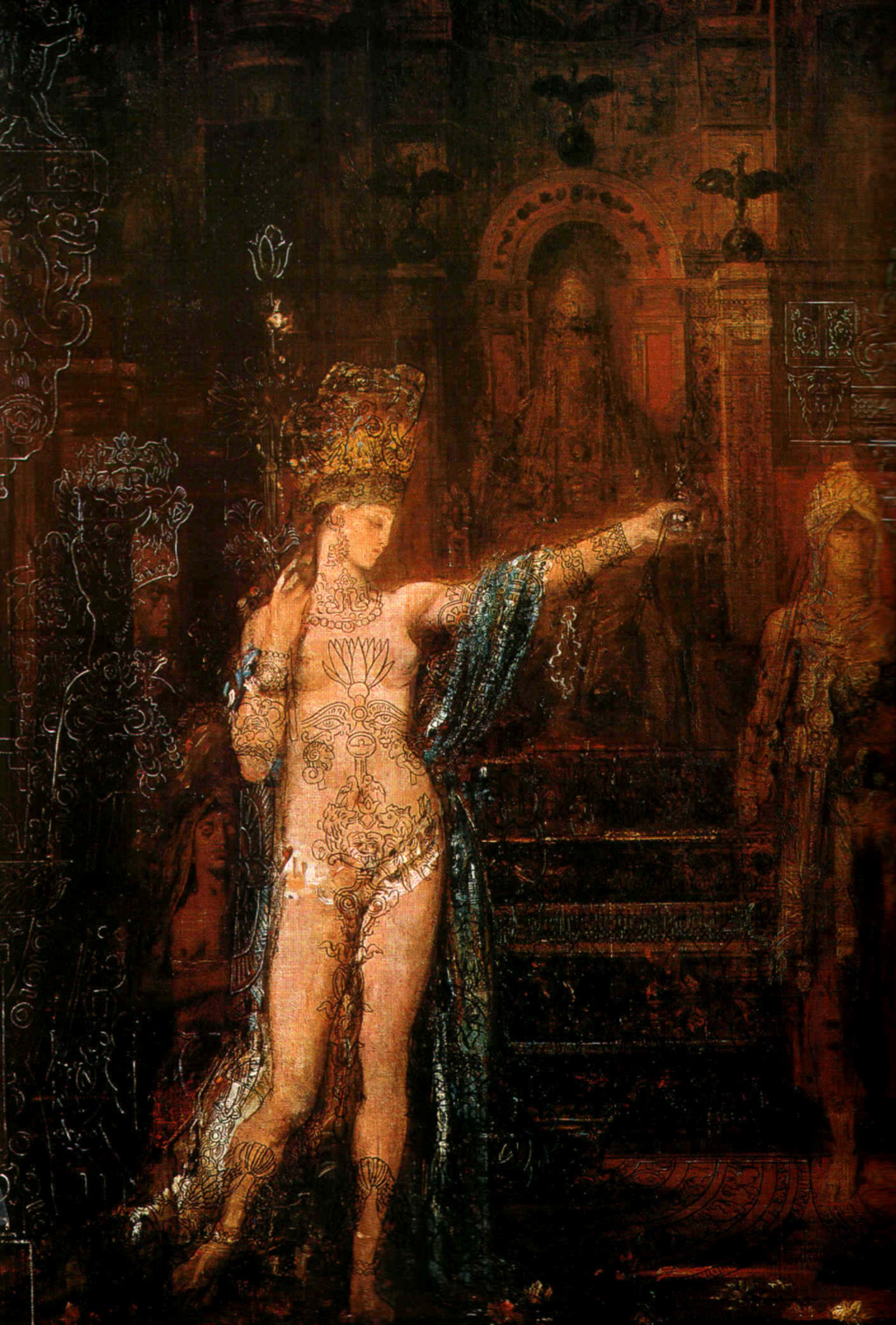
『ヘロデ王の前で踊るサロメ』（1876年）
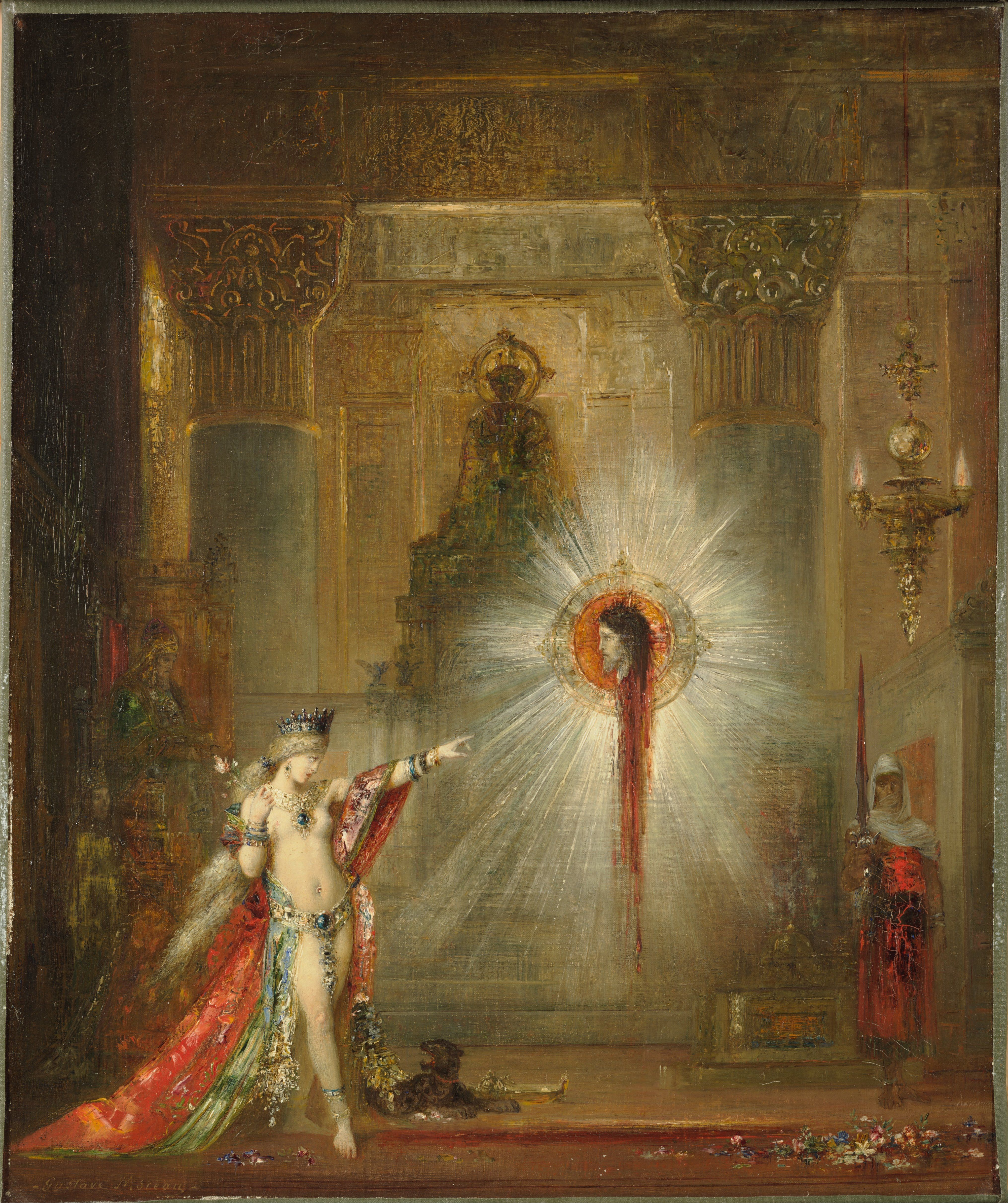
『出現』、カンバスに油彩（1877年）
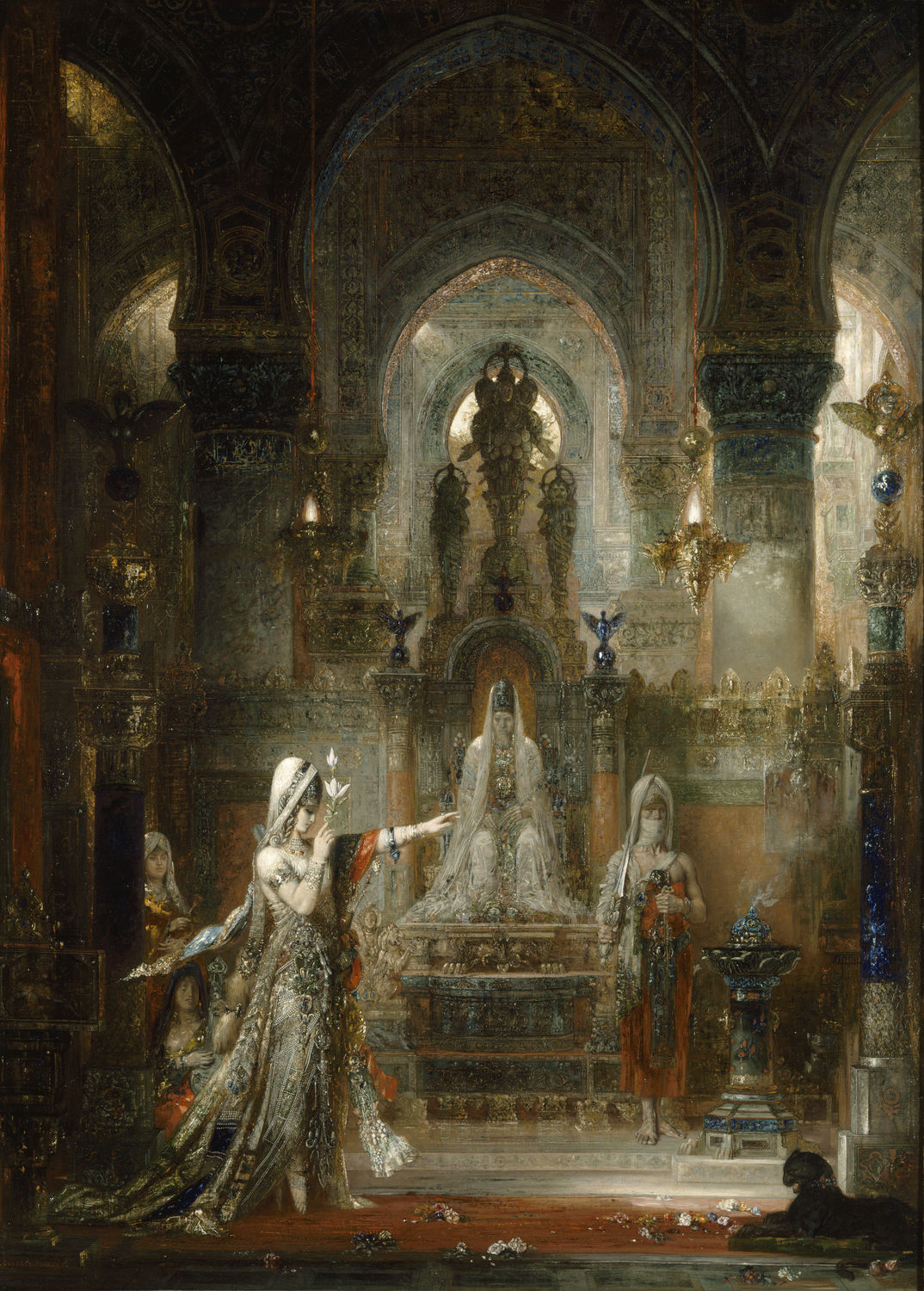
『ヘロデ王の前で踊るサロメ』、カンバスに油彩（1876年）

## 影響
本作品はたちまちモローの最も知られた代表作となり、批評と鑑賞の的としてその名声は広く知られていった。多くの芸術家がモローのサロメからインスピレーションを得て、各々の作品へその姿を反映させ、あるいは仄めかした。フランスの詩人ステファンヌ・マラルメは『エロディヤッド』（1864年–1896年）で、モローの同時代の多くの作品でみられるように、ふしだらな処女としてサロメを捉えている。
アンドレ・フォンテナスが『シンボリズムの思い出』（1928年）で記したように、多くの芸術家が本作品から影響を受けた作品を発表している。著名なものは以下のとおり。
- ジュール・マスネ - オペラ『エロディアード』（1877年）
- オディロン・ルドン - 絵画『サロメ』『出現』
- ギュスターヴ・フローベール - 短編小説集『三つの物語』（1877年）からの『エロディアス』
- オスカー・ワイルド - 戯曲『サロメ』（1893年） : 1884年にルーブル美術館で本作品に感銘を受け、それをきっかけに書かれたという[20]。
  - リヒャルト・シュトラウス - オペラ『サロメ』 : ワイルドの戯曲を下敷きにしている。
  - アントワーヌ・マリオット（英語版） - オペラ『サロメ』 : これもワイルドの戯曲を下敷きにしている。
- ニック・ケイヴ - 対話劇『サロメ』

モローの名声はやがて忘れられていったが、その後も本作品は芸術的想像力の源として重要な地位にあり続け、その永続的な影響力があってこそ、20世紀後半におけるモローの再評価が起こったのである。